# Thanatophilus sinuatus
Thanatophilus sinuatus är en skalbaggsart som först beskrevs av Fabricius 1775.  Thanatophilus sinuatus ingår i släktet Thanatophilus, och familjen asbaggar. Enligt den finländska rödlistan är arten nära hotad i Finland. Arten är reproducerande i Sverige. Artens livsmiljö är stränder.

## Bildgalleri

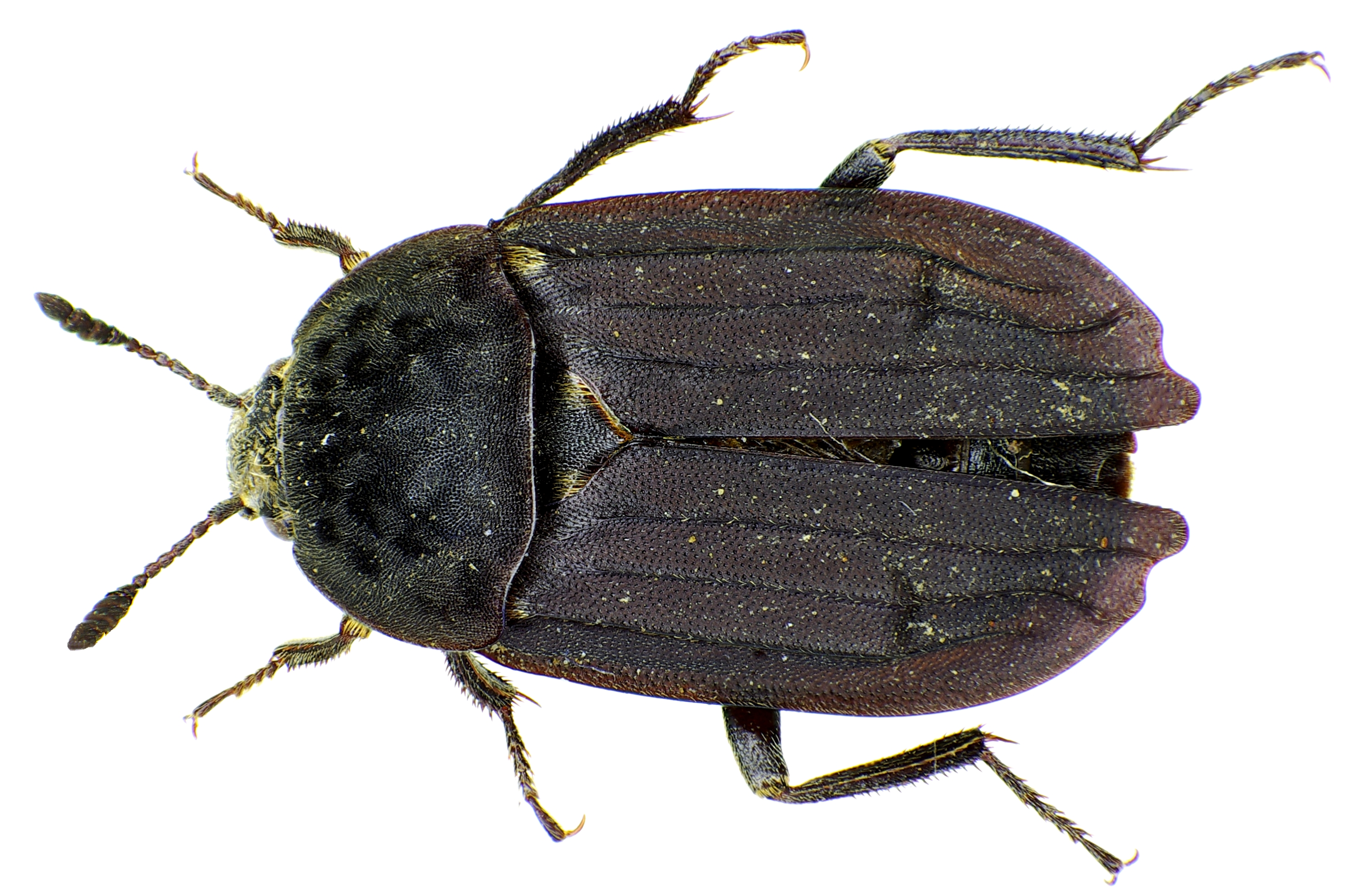
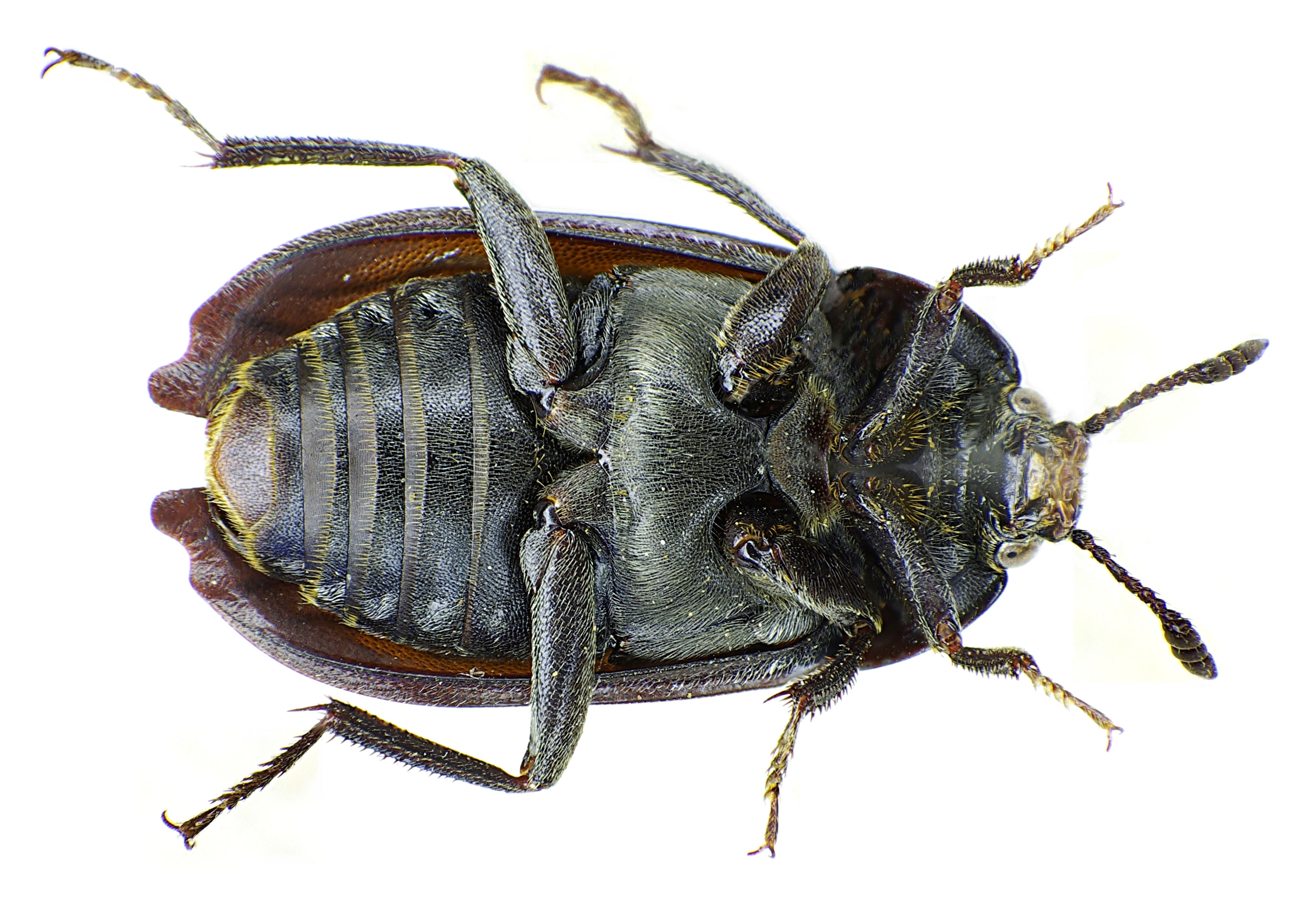
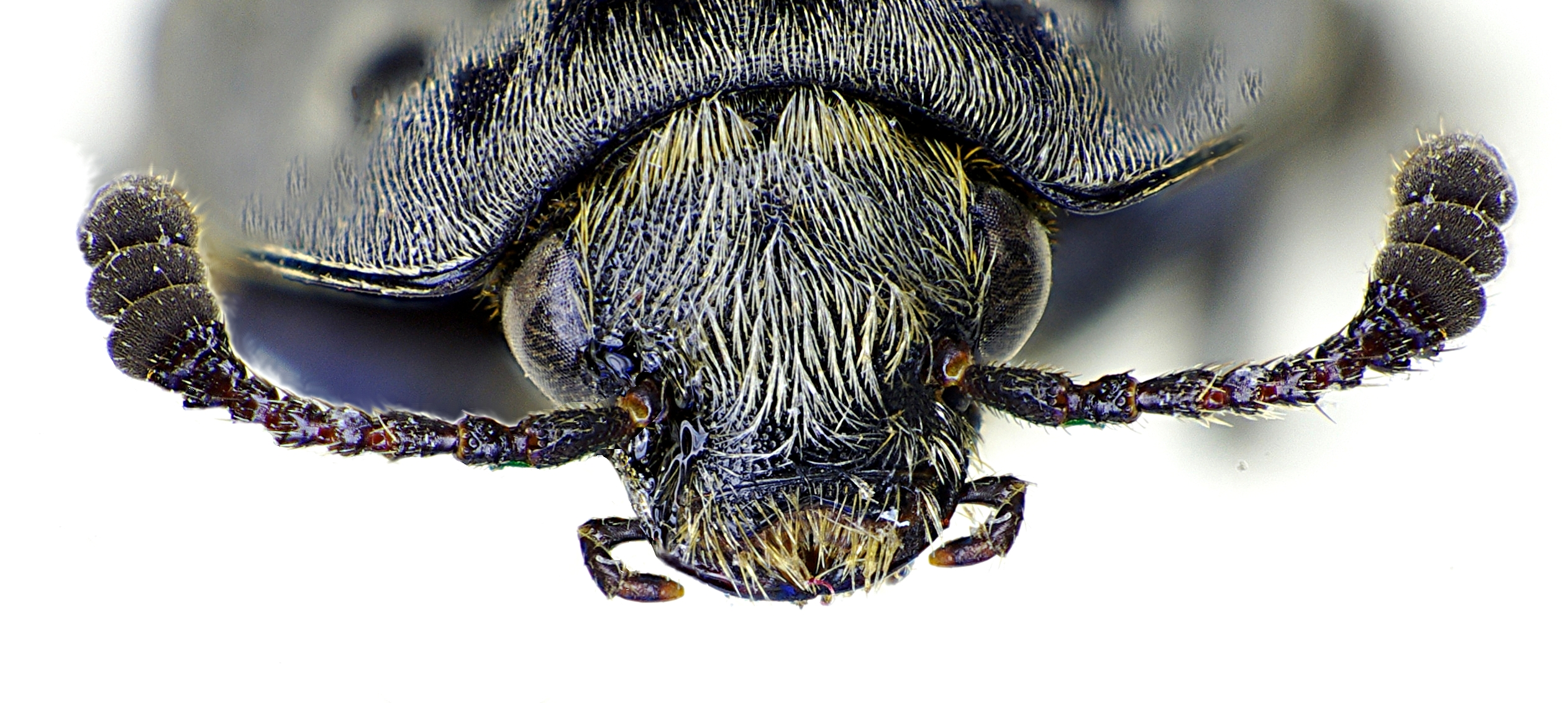
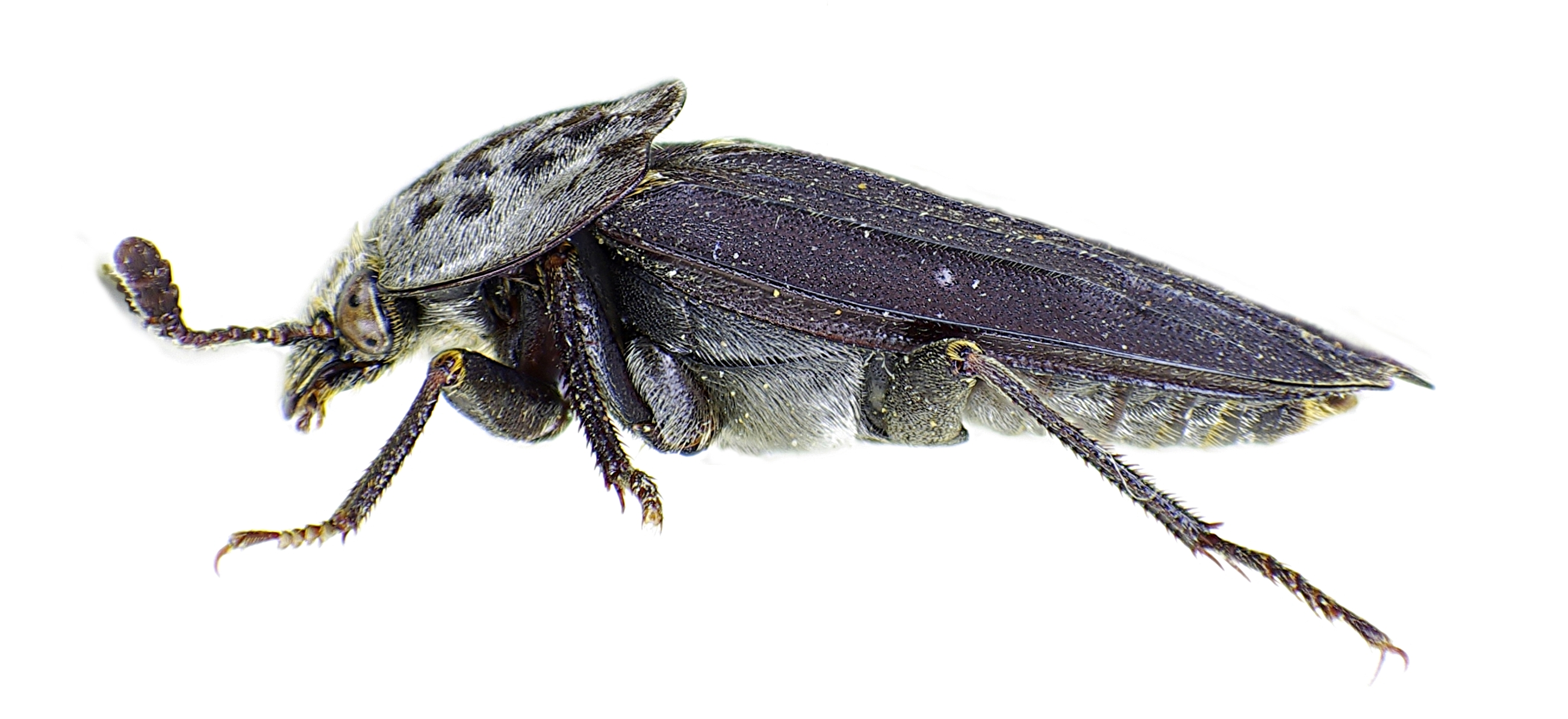
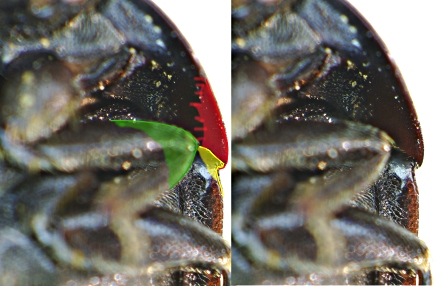